# Scyphax intermedius
Scyphax intermedius là một loài chân đều trong họ Scyphacidae. Loài này được Miers miêu tả khoa học năm 1876.